# Jimmy Marlu
Pour les articles homonymes, voir Marlu.
Pas d'image ? Cliquez ici

a Compétitions nationales et continentales officielles uniquement.

b Matchs officiels uniquement.
Jimmy Marlu, né le 25 mai 1977 à Saint-Joseph en Martinique, est un joueur français de rugby à XV qui joue au poste de trois-quart aile avec l'équipe de France entre 1998 et  2005.
Formé au RC Massy Essonne 91, il effectue une grande partie de sa carrière à l'AS Montferrand, puis rejoint le Biarritz olympique puis l'Union Bordeaux Bègles.
Sa carrière a été freinée par des blessures (genou en février 2005 et tendon d'Achille de la cheville gauche en avril 2005).

## Carrière

### En club
- RC Massy, club formateur
- AS Montferrand 1996-2003
- Biarritz olympique 2003-2008
- Union Bordeaux Bègles 2008- 2009

Il joue en Pro D2 et participe aux compétitions européennes :
- 1996-1997 à 1998-1999 et 2000-2001: Bouclier européen avec l'AS Montferrand
- 1999-2000, 2001-2002 et 2002-2003 : Coupe d'Europe avec l'AS Montferrand
- 2003-2004 et 2004-2005 : Coupe d'Europe avec le Biarritz olympique

### En équipe de France
Il dispute son premier test match le 27 juin 1998, contre l'équipe des Fidji. Sélectionné pour la Coupe du Monde  en 1999, il ne joue aucun match. Il ne retrouve l’Équipe de France que trois saisons plus tard et remporte un Grand Chelem.
Ayant quitté l'AS Montferrandaise pour le Biarritz Olympique, il monte en puissance, ce qui se traduit par une titularisation face aux Anglais à Twickenham en 2005. Il se blesse malheureusement au cours du match et ne reviendra jamais à son meilleur niveau.

### Avec les Barbarians
En juin 1999, il participe à la tournée des Barbarians français en Argentine. Il est titulaire contre le Buenos Aires Rugby Club à San Isidro. Les Baa-Baas s'imposent 52 à 17.

## Palmarès

### En club
- Championnat de France de première division :
  - Vice-champion (2) : 1999 et 2001
- Coupe de la Ligue :
  - Vainqueur (1) : 2001
- Bouclier européen :
  - Vainqueur (1) : 1999

### En équipe de France
- Quatre sélections
- Sélections par année : 1 en 1998, 2 en 2002, 1 en 2005
- Coupe du monde 1999 : présent dans la liste des 30 mais sans jouer.
- Tournois des Six Nations disputés : 2002, 2005
- Grand Chelem en 2002

### Autres sélections
- International France A : une sélection en 2002 (Australie A).

## Statistiques

### Tournoi des Six Nations
| Édition          | Rang | Résultats Fra. | Résultats Marlu | Matchs Marlu |
| Six Nations 2002 | 1    | 5 v 0 n 0 d    | 2 v 0 n 0 d     | 2/5          |
| Six Nations 2005 | 2    | 4 v 0 n 1 d    | 1 v 0 n 0 d     | 1/5          |

## Reconversion
Après la fin de sa carrière professionnelle, Jimmy Marlu s'occupe de plusieurs équipes de jeunes à Biarritz : il entraîne notamment à l'école de rugby du BO et l'équipe des benjamines du club de basket de la Jeanne d'Arc de Biarritz. Il encadre également la sélection du comité Côte basque-Landes avec son ancien coéquipier Christophe Milhères en 2010.
En septembre 2021, il intègre l'équipe dirigeante de la structure amateur du Biarritz olympique. Il est accompagné de ses anciens coéquipiers David Couzinet, élu président, Imanol Harinordoquy, vice-président, Jérôme Thion, trésorier, Dimitri Yachvili, Christophe Milhères et Benoît Baby pour mener l'opposition à l'équipe dirigeante à la tête de la structure professionnelle du BO, menée par Jean-Baptiste Aldigé. Le 15 décembre, ils sont confirmés dans leurs fonctions pour un mandat complet par un vote des adhérents (135 voix pour, 81 contre et 1 nul). Le 10 août 2023, Couzinet ainsi que son bureau composé d'Harinordoquy, Thion, Yachvili et Marlu démissionnent.